# ラヴ・ネヴァー・ダイズ (ミュージカル)
『ラヴ・ネヴァー・ダイズ』（Love Never Dies）は、イギリスの作曲家アンドリュー・ロイド・ウェバーが、自身の代表作であるミュージカル『オペラ座の怪人』の続編として製作したミュージカルである。原作とされるフレデリック・フォーサイス作の小説『マンハッタンの怪人』は、本作の製作のためにロイド・ウェバーがフォーサイスに執筆を依頼したものである。日本ではタイトルを『ラブ・ネバー・ダイ』とつけられた。グレン・スレイターが作詞、チャールズ・ハートがその補作を行ない、ロイド・ウェバーとベン・エルトンが脚本を執筆し、スレイターとフレデリック・フォーサイスがその補作を行なった。ガストン・ルルーの『オペラ座の怪人』の展開には沿っていない。ロイド・ウェバーは「私はこれを続編とは考えていない。単独の作品である」と語った。彼はのちに「確かに続編ではあるが、『ラヴ・ネヴァー・ダイズ』を理解するのに『オペラ座の怪人』を観ておかなければならないわけではない」と語った。『オペラ座の怪人』の舞台は1881年であるが、この作品はロイド・ウェバー曰く「オリジナルのファントムの最期から約10年後」の1907年を舞台にしている。クリスティーヌ・ダーエは匿名の演出家からコニーアイランドの新たなアトラクションであるファンタズマでの演奏に招聘され、夫のラウルと息子のグスタフと共にブルックリン区にやってくる。この人気ビーチ・リゾートへのクリスティーヌの登場を画策したのは実はファントムであることは彼らはまだ知らない。
1990年にロイド・ウェバーは作品製作に取りかかったが、2007年まで作曲を始めなかった。ジャック・オブライアンが演出、ジェリー・ミッチェルが振付を担当し、2010年2月22日、ウエスト・エンドのアデルフィ・シアターでプレビュー公演が開幕し、3月9日、正式に開幕した。2010年11月に閉幕し、ロイド・ウェバーの監修により書き直され、ビル・ニューライトが新たに演出を担当した。舞台装置および衣裳デザインはボブ・クロウリーが担当した。オリジナル・ロンドン公演の評価は低かったが、その後新たなデザイン・チームと大幅な改訂を加えたオーストラリア公演は評価がより高くなった。ウエスト・エンド公演と同時にブロードウェイ公演が計画されたが無期限延期となった。

## 背景
アンドルー・ロイド・ウェバーは1986年のヒット・ミュージカル『オペラ座の怪人』の続編の計画を1990年に開始した。『オペラ座の怪人』のデザイナーのマリア・ビョルンソンと会話し、ロイド・ウェバーは20世紀のニューヨークを舞台にした続編製作を決意した。彼のアイデアの1つはファントムがマンハッタン初のペントハウスアパートメントに住むことであったが、コニーアイランドのフェアグラウンドについてのテレビ・ドキュメンタリーを見てからこれをやめた。ロイド・ウェバーは作家のフレデリック・フォーサイスとコラボレートしたが、ロイド・ウェバーは舞台化の難しさを感じたためすぐに物別れとなった。1999年、フォーサイスはロイド・ウェバーと捻出したアイデアのいくつかを基に小説『マンハッタンの怪人』を出版した。
2006年、ロイド・ウェバーはこのプロジェクトを再開し、多くの作家や演出家と共にコラボレートした。しかし彼はまだ舞台化が可能とは思えなかった。2007年初頭、ロイド・ウェバーの『ビューティフル・ゲーム』の脚本家ベン・エルトンに連絡し、ロイド・ウェバーの当初のアイデアを基にした続編の物語形成の助けを求めた。エルトンの物語への助言は『オペラ座の怪人』のオリジナルの登場人物により焦点を当てたものとなり、ロイド・ウェバーとフォーサイスが作り上げた新たな登場人物は排除した。ロイド・ウェバーはエルトンの助言に感謝し、続編製作に本格的に取り掛かった。2007年3月、計画の進展を発表した。
2007年5月、『デイリー・メール』は、ロイド・ウェバーの生後6か月のターキッシュバンの子猫オットーが電子ピアノのクラビノーバによじ登り、記憶されていた楽譜を全消去したため、として続編公開の延期を報じた。消去された楽譜を完全復旧することはできなかったが、最終的に再構築することができた。2008年、ロイド・ウェバーは仮題として "Phantom: Once Upon Another Time" となること、初演は毎年行われるロイド・ウェバーの「シドモントン・フェスティバル」となることを発表した。ラミン・カリムルーがファントム役、アリステア・ロビンスがラウル役に配役された。2008年9月、ロイド・ウェバーの60歳を祝うBBCのコンサート『バースデイ・イン・ザ・パーク』にてロイド・ウェバーは題名を『ラヴ・ネヴァー・ダイズ』とすることを発表した。他の読み合わせワークショップにてラウル役がアーロン・レイザー、クリスティーヌ役がエレナ・シャドウとなった。
2009年7月3日、ロイド・ウェバーは、『オペラ座の怪人』ウエスト・エンド公演でファントム役を演じたカリムルー、ラスベガス公演でクリスティーヌ役を演じたシエラ・ボーゲスが同じ役に配役され、メグ・ジリー役にサマー・ストラレン、マダム・ジリー役にリズ・ロバートソン、ラウル役にジョセフ・ミルソンが配役されたことを発表した。『I'd Do Anything 』決勝出場者ニア・ペリーがフレック役に配役された。
ロイド・ウェバーは2009年秋にロンドン、ニューヨーク、上海で同時上演を予定していた。2009年3月までに、彼はロンドンのアデルフィ・シアター、その後トロントのロイヤル・アレキサンドラ・シアター、2010年にブロードウェイのニール・サイモン・シアター、その後上海で上演することを決めた。2009年8月から3ヶ月かけてロンドンにて主要3役のリハーサルが行われることとなった
。その直後、2009年10月26日にロンドン公演、11月にトロント公演、2010年2月に上海公演、その後オーストラリアのメルボルン公演が行われることが発表された。もしトロント公演が成功すれば、ブロードウェイ公演が行われることとなった。5月、ロイド・ウェバーが編曲をし直し、アルバムを再収録するためロンドン公演開幕が2010年3月まで延期された。クリスティーヌのロボットによる特殊効果の技術的問題、同時期の公演のキャスティングの問題も延期の理由となった。2009年10月までに、オーストラリア公演に集中するため上海公演は取り消された。
2009年10月8日、ロイド・ウェバーは1986年から『オペラ座の怪人』が上演されているハー・マジェスティーズ劇場で行われた記者会見にて、ボーゲスがクリスティーヌ役、カリムルーがファントム役に正式に配役されたことを発表した。カリムルーは報道陣、業界関係者、ファンに向けて "Til I Hear You Sing" および "The Coney Island Waltz" を歌唱した。ロイド・ウェバーは2010年2月10日からロンドン公演プレビュー公演を行ない、11月11日からブロードウェイ公演を予定していることを発表した。しかしブロードウェイ公演はのちに延期され、その後さらに無期限延期となった。2010年1月からリハーサルが始まった。

## 音楽
『オペラ座の怪人』同様、『ラヴ・ネヴァー・ダイズ』でもロイド・ウェバーがその時代の様式の音楽を作曲した。コンセプト・アルバムから "Bathing Beauty" のみが残った。
架空のオペラ作品ではオペラ風に、ファンタズマでの音楽はバーレスクやコミック・オペラで演じられたサヴォイ・オペラなどの作品を基にして作曲された。バーレスク曲の多くは現存のフランス・オペラを基にしている。ヴィクトリア朝時代、人気オペラのほとんどがバーレスク化された。
1878年のコミック・オペラ『軍艦ピナフォア』の前座は『Beauties on the Beach 』と呼ばれていた。第2幕のメグ・ジリーの曲は『Bathing Beauty (On The Beach) 』と呼ばれている。

## 公演
- イギリス・ロンドン公演：アデルフィー劇場（2010年2月22日 - プレビュー公演、2010年3月9日 - 2011年8月27日）
- オーストラリア・メルボルン公演：リージェント劇場（2011年8月7日 - 12月18日）
- オーストラリア・シドニー公演：キャピトル劇場（2012年1月12日 - 4月1日）
- デンマーク・コペンハーゲン公演：Det Ny劇場（2012年10月24日 - ？）
- 日本公演：東京・日生劇場（2014年3月12日 - 4月27日、2019年1月15日 - 2月26日）

### ウエスト・エンド（2010年-2011年）
プレビュー公演開幕はボーゲスの急病および技術的問題により、予定されていた2010年2月20日から22日に延期された。3月9日、正式に開幕した。ジャック・オブライアンが演出、ジェリー・ミッチェルが振付、ボブ・クロウリーが装置および衣裳デザインを担当した。ラミン・カリムルーがファントム役、シエラ・ボーゲスがクリスティーヌ役、ジョセフ・ミルソンがラウル役、リズ・ロバートソンがマダム・ジリー役、サマー・ストラレンがメグ・ジリー役、ニア・ペリーがフレック役に配役された。2010年4月、ロイド・ウェバーは作品の宣伝のために重要建造物のアデルフィ・シアターを違法に黒く塗ったとして£20,000の罰金を請求された。
批評家からの評価が低く、2010年12月、ロイド・ウェバーは改訂のため数日閉幕した。ロイド・ウェバーの招待により再評価され、批評家のヘンリー・ヒッチングスは「作詞家チャールズ・ハートの参加によって、グレン・スレイターにより書かれたオリジナルの酷い歌詞を改善したことが大きな変化の1つである」と記した。さらに「ジャック・オブライアンが演出家として名が出ているが、新たにビル・デイーマーが振付、ビル・ケンライトがプロデューサーが参加し趣を加えて演出に多くの補強が行われた」と記した。2011年8月27日、ロンドン公演は18ヶ月未満で閉幕した。2012年、ロイド・ウェバーはロンドン公演に関して「大変誇りに思っている」と語ったが、完璧な作品とは言えず「何かが少し誤っていた。公演前癌を患い、力が5%減少していた」とも語った。
望まれていたブロードウェイ公演は2011年春まで延期と発表された。ロイド・ウェバーはアジアおよびカナダ公演の計画も発表したが、まだ実現されていない。評価は賛否両論で、プレビュー公演での『オペラ座の怪人』ファンからは否定的な評価が多く、エグゼクティヴ・プロデューサーはブロードウェイ公演前に改善の余地があると語った。2010年10月1日、2011年春にはブロードウェイ公演が行われないことが発表された。
2013年3月、オーストラリア公演の成功によりイギリス・ツアー公演の後にウエスト・エンド公演が再開されることが報じられた。

### メルボルン公演（2011年）
2010年、ロイド・ウェバーは2011年5月21日からメルボルンにあるリージェント・シアターでオーストラリア公演を開始することを発表した。イギリス以外での海外初公演となり、サイモン・フィリップスを演出に迎え、オーストラリアの製作チームによる新たな演出およびデザインとなることになった。ベン・ルイスとアナ・オバーンが主演に配役された。ロイド・ウェバーは将来的にメルボルン・プロダクションをブロードウェイに移行したかったが、のちに『ニューヨーク・タイムズ』に改訂版のメルボルン公演は好評であったが、ブロードウェイ公演は現実的ではないかもしれないと語った。またロイド・ウェバーは2011年9月15日にメルボルン公演は録画されてDVD化される予定だと語った。2012年2月1日にアメリカでDVDとブルーレイとしてリリースされる予定だったが、5月29日まで延期された。イギリスでは3月12日にリリースされ、オーストラリアでは2月8日にリリースされた。2月28日と3月7日、限定劇場にてこの映像が上映された。その後5月23日、アメリカの映画館で上映された。ロイド・ウェバーはブロードウェイ公演が行われなくても、この映像版が彼にとって「大変誇り」であり、ブロードウェイ公演が「明日だろうと5年後だろうと」彼にとって大きな問題ではないとして区切りを付けた。2011年12月18日、メルボルン公演は閉幕した。

### シドニー公演（2012年）
メルボルン公演はシドニーのキャピトル・シアターに移行し、2012年1月8日からプレビュー公演が行われ、1月12日から正式に開幕した。4月1日までの限定上演であった。

### コペンハーゲン公演（2012年-2013年）
デンマークのコペンハーゲンにあるデニ・シアターは2012年10月24日から『ラヴ・ネヴァー・ダイズ』が開幕し、Tomas Ambt KofodとBo Kristian Jensenがファントム役に、コロラトゥーラ・ソプラノのen:Louise FriboLouise Fribo がクリスティーヌ役に配役されたことを発表した。Paul Farnsworthが新たなプロダクション・デザイン、Daniel Bohrが新たな演出、Hayley Franks Høierが新たな振付を行なった。『オペラ座の怪人』をデンマーク語に翻訳したKaren Hoffmannが今回も翻訳を担当した。2013年4月21日、閉幕した。

### ウィーン公演（2013年）
2013年10月、オーストリアのウィーンにあるレイマンド・シアターにてドイツ語版のコンサート版が行われた。Drew Sarich がファントム役に配役された。

### 日本公演（2014年・2019年・2025年）
2014年3月、日生劇場にてオーストラリア公演の演出およびデザインを使用した日本公演が行われた。邦題『ラブ・ネバー・ダイ』。市村正親と鹿賀丈史がファントム役、濱田めぐみと平原綾香がクリスティーヌ役に配役された。2019年1月から2月に日生劇場にて市村と石丸幹二がファントム役、濱田と平原がクリスティーヌ役で再演が行われた。2025年1月から2月に日生劇場にて、市村と石丸と橋本さとしがファントム役、平原と笹本玲奈と真彩希帆がクリスティーヌ役で再々演された。

### ドイツ公演（2015年-）
ステージ・エンタテイメント社ドイツ支社は2015年秋よりハンブルクにあるOperettenhaus にて『ラヴ・ネヴァー・ダイズ』を上演することを発表した。題名も翻訳され『Liebe stirbt nie』となった。ドイツ公演はオーストラリア公演オリジナルを基にした作品となった。

### 全米ツアー公演（2017年）
北米ツアー公演が2018年12月まで行われた。。

## あらすじ（オリジナル版）

### 第1幕
マダム・ジリーが遺棄された埠頭を歩きながらコニーアイランドの「シティ・オブ・ワンダーズ」のファンタズマを思い返す("Prologue")。そこでの元同僚で変わり者のフレックと遭遇し、「古き良き時代」を思い出し、フレックは彼女に「そこで起こったこと」を非難する。時代は「コニーアイランド・ワルツ」の頃に戻る。パリのオペラ座での出来事から10年後、ニューヨークのコニーアイランドのファンタズマ。バケーションで浮足立った人々がファンタズマの全てに圧倒され、人前に出ない「ミスターY」と呼ばれる仮面のオーナーについてあれこれ推測する("Heaven by the Sea")。クリスティーヌ・ダーエのオペラ座時代からの友人であるメグ・ジリーは母親でオペラ座のバレエのリーダーであったマダム・ジリーと共にファンタズマのメイン・パフォーマーとなっている。メグが出演の準備をしながら、自分が『Only for Him 』を演じたらボスはどう思うのか考える。メグは『Only for You 』の演技で観客を魅了し、その後マダム・ジリーが重要なクライアントと会う予定を立てたことを知る。『Dear Old Friends 』でファンタズマのミステリアスなクリエイターでオーナーであるミスターYの正体がファントムであることがわかる。この施設の上にある高い塔のプライベートな隠れ家である暗闇で、彼はクリスティーヌに似たロボットと触れ合う。10年が経ち、彼は多くの成功をおさめたが、彼はまだ彼女と再会することを望んでいる("Til I Hear You Sing")。メグが押し入って今日の演技の感想を尋ねるが、彼はうるさがって撥ねつける。マダム・ジリーは何年も彼に世話をしているにもかかわらずファントムがまだクリスティーヌを思い焦がれていることに苛立つ("Giry confronts The Phantom/Til' I Hear You Sing – Reprise")。マダム・ジリーはメグと共にカレーから船に乗ってアメリカに向かい、パリから彼を密航させたことを語る。ジリーを無視し、ファントムはフレックを呼び出すとスケルチとガングルと共に現れる。ファントムはクリスティーヌをファンタズマでの演奏に招聘する手紙を彼らに託す。
3ヶ月後、クリスティーヌ、ラウル、彼らの息子グスタフがニューヨークに到着し、パパラッチに囲まれる("Christine Disembarks")。クリスティーヌはもう芸事はやめており、ラウルは酒とギャンブルに財産のほとんどをつぎ込んでいる。馬のない奇妙な馬車で到着した奇妙な人々に出迎えられ、コニーアイランドに連れていかれる("Arrival of the Trio / Are You Ready to Begin?")。ラウルは奇妙な人々に出迎えられたことに怒り、グスタフは父が自分と遊んでくれないことに落胆する("What a Dreadful Town!")。クリスティーヌの懇願にもかかわらず、ラウルは飲みに出掛けてしまい、クリスティーヌはグスタフに父の行動を許し理解するよう語る("Look With Your Heart")。グスタフが寝室へ行くとファントムがリビングに入ってきて、クリスティーヌにファンタズマで歌うよう招聘したのは自分であると明かす。ファントムとクリスティーヌはクリスティーヌの結婚式前日の情熱的な夜のことを思い返す("Beneath a Moonless Sky")。翌朝早く、ラウルを迎えなくてはいけないクリスティーヌが慌てて起きるとファントムはもういない。ファントムはクリスティーヌに再度拒絶されることをとても恐れていたのである。現在の状況では難しいが、2人は愛を復活させる望みがあることを考える("Once Upon Another Time")。グスタフが悪夢で叫んで飛び起き、ミスターYとしてのファントムと初めて対面する("Mother Please, I'm Scared!")。ファントムは翌日ファンタズマで会うことをグスタフと約束する。
ファンタズマのリハーサル・スタジオにて、メグは思いがけずクリスティーヌと再会し、メグはクリスティーヌがそこで歌うことを聞き驚くと同時に嫉妬を覚える。ラウルがマダム・ジリーと偶然会い、ファントムがクリスティーヌに歌わせるため招聘したのだと知る("Dear Old Friend")。グスタフがいなくなりクリスティーヌは心配する。奇妙な人々がグスタフをファントムに会わせるために高い所に連れていく。グスタフがピアノを弾き、ファントムは自分がグスタフの父親ではないかと気付く("Beautiful")。ファントムはグスタフに考え方や音楽の経験などを尋ね、性格が似ていることに気付く。ファントムはグスタフが受け入れてくれるだろうと自分で仮面を外す("The Beauty Underneath")。グスタフは恐れて叫ぶ。クリスティーヌが入ってきて怖がるグスタフを慰める。ファントムがグスタフのことを問い詰めると、クリスティーヌはグスタフがファントムの子であると認める("The Phantom Confronts Christine")。ファントムは自分の所有するものを全てグスタフに遺すと宣言する。陰で聞いていたマダム・ジリーは激怒し、これまでファントムにしてきたこと全てが水の泡になると恐れる。

### 第2幕
ラウルはバーに1人でおり、クリスティーヌとの関係をじっくり考える("Why Does She Love Me?")。メグがやってきて、クリスティーヌとグスタフを連れて出て行くべきだと語る。ラウルは拒否し、ファントムを恐れてなんかいないと語るとファントムがバーの裏手から姿を現す。ファントムは酔ったラウルと賭けをし、クリスティーヌが歌えばラウルは1人で出て行き、歌わなかったらファントムがラウルの借金の肩代わりをすると約束する。ファントムはラウルのグスタフの父親について疑問を投げかける("Devil Take The Hindmost")。
海岸では旅行客がシーズン最後を楽しんでいる("Heaven By The Sea – Reprise")。気球が到着し、奇妙な人々がその夜の公演を宣伝する("Ladies...Gents!/The Coney Island Waltz – Reprise")。その夜、メグは水着をどんどん脱いでいくストリップ風の曲に出演する("Bathing Beauty")。舞台裏でマダム・ジリーはファントムはメグの曲を観ていないと語り、メグにとって全てが台無しになる("Mother, Did You Watch?")。ラウルはクリスティーヌに出演を考え直すよう語り、自分を愛してくれているならすぐに出て行こうと語る("Before the Performance")。ラウルが去るとファントムが入ってきてクリスティーヌにラウルは自分の愛が不十分だと知っているとし、クリスティーヌに歌うべきだと語る。楽屋で1人になったクリスティーヌはパリ国立オペラでラウルとファントムの間で難しい決断をしたことを思い返す。舞台裏でマダム・ジリー、ラウル、ファントムはクリスティーヌが歌うのかどうか心配する。
クリスティーヌは出演準備をし、メグは急いで出て行く("Devil Take The Hindmost – Reprise")。ラウルとファントムが舞台袖から見つめる中、クリスティーヌは舞台に進み出てアリアを歌う("Love Never Dies")。ファントムは素晴らしい演奏を終えたクリスティーヌを出迎える。クリスティーヌはラウルからの永遠の別れを告げる手紙を見つける。クリスティーヌはグスタフがいないことに気付き、心配する。フレックはメグの楽屋が荒らされていて、メグが小さな子と共にいるのを見たと語る。マダム・ジリーはメグがどこに向かったのか心当たりがある。
桟橋にて、取り乱したメグはグスタフを突き落とそうとしたところに人々が到着して対峙する。メグは銃を人々に向け、ファントムはメグが真実を明かすのを聞く。長年、メグはマダム・ジリーがファントムの希望に応えるための資金を、メグが裏でファンタズマの後援者たちに体を売って稼がされてきたと明かす。ファントムはメグから銃を奪おうとする が、混乱したメグは思わずクリスティーヌを撃ってしまう。メグが見ている中、ファントムは致命傷を負ったクリスティーヌに駆け寄る。クリスティーヌはグスタフにファントムが実の父親だと明かす。クリスティーヌはファントムに愛は死なないと語り最後の言葉となる。2人は最後のキスを交わし、クリスティーヌはファントムの腕の中で亡くなる。ファントムはクリスティーヌをラウルに引き渡し、ファントムはグスタフを慰めるとグスタフはファントムの仮面を外す。

## あらすじ(2012年版)

### 第1幕
パリ国立オペラの事件から10年後、ファントムはコニーアイランドの遊園地ファンタズマの陰の首謀者となる。成功をおさめたが、クリスティーヌがそばにいないことで苦悩し、再び彼女の歌を聴くことを望む("Til I Hear You Sing")。ファンタズマの「ザ・ファントム」のパフォーマーのドクター・ガングル、ミス・フレック、ミスター・スケルチがコニーアイランドの謎を紹介する("The Coney Island Waltz")。オペラ座時代からのクリスティーヌの友人であるメグ・ジリーはマダム・ジリーがプロデュースする「ザ・ファントム」のヴォードヴィル・ショーでウララ・ガール役となる。メグとファンタズマの出演者はそのパフォーマンスで観客を魅了する("Only for You")。マダム・ジリーは、新しいマンハッタン・オペラ・ハウスこけら落しのためにクリスティーヌがオスカー・ハマースタイン1世の曲を歌いにニューヨークにやってくるという新聞記事を読む。マダム・ジリーは娘のメグが「ザ・ファントム」に集中できなくなるのではと心配し、10年前にメグと共にフランスのパリからアメリカのニューヨークにファントムを密入国させたことを思い返す("Ten Long Years")。
クリスティーヌ、ラウル、10歳の息子グスタフがニューヨークに到着し、パパラッチの集団に狙われる("Christine Disembarks")。3人は馬のない馬車で迎えに来たガングル、フレック、スケルチと共にコニーアイランドに向かう(“Are You Ready to Begin?”)。
ラウルはこの出迎えに怒り("What a Dreadful Town!")、グスタフはラウルが一緒に遊んでくれないため落胆する。ラウルは飲みに出掛け、グスタフはラウルに愛されていないと感じる。クリスティーヌはグスタフに理解するよう説く("Look With Your Heart")。グスタフは眠りにつくとファントムがバルコニーのドアから現れる。ファントムは亡くなったと思っていたクリスティーヌは気を失い、ファントムはクリスティーヌを抱きかかえて椅子に座らせる。クリスティーヌが気が付くと、クリスティーヌとラウルの結婚式前夜、ファントムとクリスティーヌが2人きりだったこと、なぜファントムがその後去ったのかを思い返す(“Beneath a Moonless Sky”)。バルコニーで2人は愛し合い続けることもできたと思い返す("Once Upon Another Time")。もし自分のために自作の曲を歌ってくれるのならハマースタインが払う額の2倍の金額を支払うと提案したが、クリスティーヌは拒否する。グスタフが悪夢で叫んで目を覚まし("Mother Please, I'm Scared!")、クリスティーヌはグスタフをファントムに初めて紹介する。ファントムはファンタズマの全てを見せると約束する。グスタフがベットに戻ると、ファントムはクリスティーヌにまた自分のために歌わないと、息子なしで家に帰ることになると語る。ファントムは去る直前、クリスティーヌのために作曲した楽譜を手渡す。
ファンタズマのリハーサル・スタジオにてメグはクリスティーヌが自分の後に歌うことを知り驚くと同時に嫉妬を覚える。ラウルはマダム・ジリーと偶然出会い、ハマースタインではなくファントムがクリスティーヌに歌わせるのだと知る("Dear Old Friend")。ガングル、フレッド、スケルチはグスタフをファントムに会わせるため高い所に連れていく。神童グスタフはピアノで弾き語りし("Beautiful")、それを見たファントムは自分がグスタフの父親なのではないかと思う("He plays like me!  He's just 10 years old...ten years old")。暗闇の不思議な風景、イリュージョン、ファンタズマの奇妙な人々を見せながら、ファントムは2人が似ていることに気付く。ファントムはグスタフが受け入れてくれると思い自ら仮面を取るが、グスタフは恐れて叫ぶ("The Beauty Underneath")。クリスティーヌはグスタフを慰め、メグにグスタフを連れてホテルに戻るよう頼み、クリスティーヌとファントムは2人だけで会話する。ファントムに問い詰められ、クリスティーヌはグスタフがファントムの息子であると認める("The Phantom Confronts Christine")。ファントムはグスタフにラウルが本当の父ではないと言わないようクリスティーヌに約束させる。クリスティーヌはこれを約束し、そしてファントムのためにもう1度だけ歌って去ると誓う。ファントムは自分が所有するもの全てをグスタフに遺すと宣言する。陰で聞いていたマダム・ジリーは激怒し、これまでしてきたことが全て水の泡になると恐れる。

### 第2幕
暗いバーで、ラウルはクリスティーヌとの関係をじっくり考える。メグがやってきて、仕事のストレス解消のため毎日泳いでいると語る。メグはラウルにクリスティーヌとグスタフと共に去るべきだと語り、バーを出て行く("Why Does She Love Me?")。ラウルはファントムを恐れてなんかいないと語る。ファントムが姿を現し、ファントムはクリスティーヌが歌うかどうか賭け、もしクリスティーヌが歌えばファントムの勝ち、歌わなければラウルの勝ちとなる。ラウルが勝てばファントムはラウルの借金を肩代わりし、クリスティーヌとグスタフを連れていくことができる。ファントムが勝てばクリスティーヌとグスタフはアメリカに残り、ラウルは1人でパリに帰らなければならない。ファントムの言動によりラウルはグスタフの実の父親について疑問を持つ("Devil Take the Hindmost")。フレック、スケルチ、ガングルが登場し、クリスティーヌのファンタズマ出演を宣伝する("Invitation to the Concert")。その夜、メグは水着をどんどん脱いでいくストリップ風の曲に出演する("Bathing Beauty")。観客は盛り上がるが、マダム・ジリーはメグにファントムは観ていなかったと語り、メグは落胆する("Mother, Did You Watch?")。
クリスティーヌの楽屋で、グスタフは母のショーの準備を手伝う。ラウルが到着し、クリスティーヌはグスタフに舞台裏で待つよう語る。ラウルはクリスティーヌに歌わないよう頼み、自分を本当に愛しているのならすぐにニューヨークを出ようと語る。クリスティーヌは時間が必要だと語り、ラウルは出て行く。ファントムが入ってきて、クリスティーヌにラウルの愛は不十分だと語る。そのためクリスティーヌは運命を受け入れ自分のために歌うべきだと語る("Before The Performance")。クリスティーヌはパリ国立オペラでラウルかファントムか決めた夜を思い返す("Twisted Every Way")。マダム・ジリー、ラウル、ファントムはクリスティーヌが歌うのか心配する("Devil Take The Hindmost" (reprise))。ラウルとファントムがそれぞれ逆の舞台袖から見守る中、幕が上がってクリスティーヌが登場する。長い前奏が終わり、クリスティーヌは歌うことを決心する。ラウルはクリスティーヌへの拍手がやむ前に去る("Love Never Dies")。舞台裏ではクリスティーヌがファントムから愛のこもった出迎えを受け、キスを交わす。クリスティーヌはラウルが残した別れの手紙を見つける("Ah Christine")。
突然、グスタフがいないことに気付き、クリスティーヌは舞台裏で待つよう語ったことを思い出す。しかしクリスティーヌにはラウルがグスタフを連れ去ったとは考え難い。ラウルが連れ去ったものと激怒したファントムは「酔いどれ」を殺すと誓うが、スケルチはラウル子爵は1人で去ったと告げる。次に、クリスティーヌの曲の前の態度からマダム・ジリーを疑い、スケルチとガングルがマダム・ジリーを連れてくると責め始める。マダム・ジリーはグスタフの実の父を知っていると認めるが、グスタフを誘拐してはいないと語る。フレックはメグの楽屋前を通った時、鏡が壊れていてメグは行方不明だと語る。クリスティーヌはグスタフの命を心配するが、マダム・ジリーはメグがグスタフを傷つけることは決してないと断言する。ファントムはメグが向かった先に心当たりがある("Gustave, Gustave")。
桟橋にてメグが泳げないグスタフを突き落とそうとしたところに人々が到着してメグと対峙する。メグはマダム・ジリーがファントムの希望に応えるための資金を、メグが有力な男性たちに体を売って稼いできたと明かす。メグはファントムが全く知らずメグの歌やダンスに無関心であることに関して心の傷と恨みを訴える。メグはグスタフを解放すると銃を取り出し、惨めさを終わりにするため自分の頭に向ける。ファントムは謝罪し慰めようとするが、不用意にクリスティーヌの名を出したためメグは再度怒りを見せる。ファントムがメグから銃を奪おうとした時、メグは思わずクリスティーヌを撃ってしまう("Please Miss Giry, I Want To Go Back")。
マダム・ジリーとメグが助けを求めに行った後、クリスティーヌはグスタフにファントムが本当の父親だと明かし、グスタフはショックを受けて逃げる("Look with Your Heart" (Reprise))。クリスティーヌはファントムに愛は死なないと語り、最後のキスを交わしてクリスティーヌはファントムの腕の中で亡くなる("Once Upon Another Time" (Reprise))。グスタフがラウルを伴って戻り、悲しく静かに見守り、グスタフは母の膝に頭を埋める。ファントムがクリスティーヌをラウルに預け、桟橋の端に行くと悲しみで膝を崩す。グスタフが泣いているファントムのそばに寄り、初めて実の父親に抱きつく("Love Never Dies" (Reprise))。グスタフはファントムの仮面を外すが以前のようには驚かず、受け入れるようにファントムの顔を優しくなでる。グスタフとファントムはもう1度見つめ合う。

## オリジナル・キャストおよびスタッフ
主要登場人物とオリジナル・キャストを以下に示す。
| 登場人物               | オリジナル・ロンドン・キャスト （2010年3月9日 - 2011年3月9日）                                                                                       | ロンドン・キャスト（第2期） （2011年3月11日 - 8月27日）                                                                                 | オリジナル・オーストラリア・キャスト                                                                   | オリジナル・デンマーク・キャスト        | オリジナル日本キャスト （2014年3月12日 - 4月27日） | オリジナル・ドイツ・キャスト                                |
| ---------------------- | --- | --- | --- | --------------------------------------- | -------------------------------------------------- | ----------------------------------------------------------- |
| ファントム             | - ラミン・カリムルー - （Tam Mutuと交替） | - ラミン・カリムルー - （Tam Mutuと交替）                                                                                               | ベン・ルイス                                                                                           | - Tomas Ambt Kofod - Bo Kristian Jensen | - 市村正親 - 鹿賀丈史                              | - Gadar Thor Cortes - （Mathias Edenbornと交替）            |
| クリスティーヌ・ダーエ | シエラ・ボーゲス | セリア・グラハム | アナ・オバーン                                                                                         | Louise Fribo                            | - 濱田めぐみ - 平原綾香                            | - レイチェル・アン・ムーア - （ジャスミン・ゴスリンと交替） |
| ラウル・シャニュイ子爵 | ジョセフ・ミルソン | デイヴィッド・サクストン | サイモン・グリーソン                                                                                   | クリスチャン・バーグ                    | - 田代万里生 - 橘慶太                              | Yngve Gasoy-Romdal                                          |
| マダム・ジリー         | - リズ・ロバートソン - （サリー・デクスターがキャスト・レコーディング）                                                                              | - リズ・ロバートソン - （サリー・デクスターがキャスト・レコーディング）                                                                 | マリア・メルセデス                                                                                     | マリアン・モーテンセン                  | - 鳳蘭 - 香寿たつき                                | Masha Karell                                                |
| メグ・ジリー           | サマー・ストラレン | ヘイリー・フラーティ | シャロン・ミラーチップ                                                                                 | Camille-Cathrine Rommedahl              | - 彩吹真央 - 笹本玲奈                              | - Ina Trabesinger - のちに交代 - Maria-Danaé Bansen         |
| フレック               | ニア・ペリー | トレイシー・ペン | エマ・J・ホーキンス                                                                                    | Kirsten Norholt                         | あべみずほ                                         | - Lauren Barrand - サンドラ・マリア・ジャーマン             |
| スケルチ               | アダム・ピアス | アダム・ピアス | ポール・タボネ                                                                                         | Steen Springborg                        | 辰巳智秋                                           | Paul Tabone                                                 |
| ガングル               | ジャミ・リード・クウォール | チャールズ・ブラントン | ディーン・ヴィンス                                                                                     | Simon Duus                              | ひのあらた                                         | Jak Allen-Anderson                                          |
| グスタフ               | - ジャック・ブラス - ハリー・チャイルド - タイラー・フェイガン - アレキサンダー・ホッカデイ - リチャード・リネル - チャーリー・マントン - Kaisun Raj | - エドワード・ブレイシー - ジャック・コステロ - ダニエル・ドウリング - コナー・フィッツジェラルド - ジョージ・リテル - ハリー・ポルデン | - ジョージ・カーライト・バッシュ - トレント・ヒース - ラクラン・ケリー - Jack Lyall - Kurtis Papadinis | - Oscar Dietz - Carl-Emil Lohmann       | - 加藤清史郎 - 松井月杜 - 山田瑛瑠                 | Rim Benedikt                                                |

### オリジナル・スタッフ
- 製作：アンドリュー・ロイド＝ウェバー
- 作曲：アンドリュー・ロイド＝ウェバー
- 作詞：グレン・スレーター、のちにチャールズ・ハート
- 原作：フレデリック・フォーサイス「マンハッタンの怪人」を基に、ベン・エルトン
- 台本：アンドリュー・ロイド＝ウェバー、ベン・エルトン、グレン・スレーター
- 振付：ジェリー・ミッチェル
- 美術：ボブ・クロウリー
- 演出：ジャック・オブライエン、のちにアンドリュー・ロイド＝ウェバー、ビル・ケンライト

### オーストラリア・プロダクション・スタッフ
- 演出：サイモン・フィリップス

## ミュージカル・ナンバー

### 第1幕
1. "Til I Hear You Sing" (includes "The Aerie") 「君の歌をもう一度」 ファントム
2. "The Coney Island Waltz" 「コニー・アイランド・ワルツ」 スケルチ、フレック、ガングルとアンサンブル
3. "Only for You" 「あなただけに」 メグ・ジリー、アンサンブル
4. "Ten Long Years" (Duet) 「この10年」 メグとマダム・ジリー
5. "Christine Disembarks" 「クリスティーヌ到着」 ラウル、グスタフとアンサンブル
6. "Are You Ready to Begin?" 「トリオの出迎え」 フレック、ガングル、 スケルチ、ラウル、グスタフとアンサンブル
7. "What a Dreadful Town!" 「なんてひどい街」 ラウル、クリスティーヌとグスタフ
8. "Look with Your Heart" 「心で見つめて」 クリスティーヌとグスタフ
9. "Beneath a Moonless Sky" 「月のない夜」 クリスティーヌとファントム
10. "Once Upon Another Time" 「遠いあの日に」 クリスティーヌとファントム
11. "Ten Long Years of Yearning" ファントムとクリスティーヌ
12. "Mother Please, I'm Scared!" 「お母様、怖い」 ファントム、グスタフとクリスティーヌ
13. "Dear Old Friend" 「懐かしい友よ」 メグとマダム・ジリー、クリスティーヌ、ラウル、グスタフとアンサンブル
14. "Beautiful" 「とってもきれい」 グスタフ、フレック、ガングル、スケルチとファントム
15. "The Beauty Underneath" 「美の真実」 ファントムとグスタフ
16. "Phantom Confronts Christine" 「問い詰められて」 ファントム、クリスティーヌとマダム・ジリー

### 第2幕
1. Entr'acte アントラクト オーケストラ
2. "Why Does She Love Me?" 「なぜ僕を愛する」 ラウル、メグとアンサンブル
3. "Devil Take the Hindmost" 「負ければ地獄」 ラウルとファントム
4. "Invitation to the Concert" 「コンサートへどうぞ」 フレック、ガングル、スケルチとアンサンブル
5. "Bathing Beauty" 「水着の美女」 メグ、フレック、ガングル、スケルチとアンサンブル
6. "Mother, Did You See?" 「ママ、上出来ね」 メグ、マダム・ジリー
7. "Before the Performance" 「歌う前に」 クリスティーヌ、ラウル、グスタフとファントム
8. "Devil Take the Hindmost" (Reprise) 「負ければ地獄 カルテット」 グスタフ、ラウル、ファントム、マダム・ジリー、とメグ
9. "Love Never Dies" 「愛は死なず」 クリスティーヌ
10. "Ah, Christine!" 「ああ、クリスティーヌ！」 ファントムとクリスティーヌ
11. "Gustave! Gustave!" 「コニー・アイランドの通り」 クリスティーヌ、ファントム、マダム・ジリー、フレック、ガングルとスケルチ
12. "Please Miss Giry, I Want to Go Back" 「お願い、ミス・ジリー」 グスタフとメグ
13. Finale 「そして最後に」 ファントムとクリスティーヌ
14. "Love Never Dies" (Reprise) 「愛は死なず」 ファントム
15. Playout プレイアウト オーケストラ

## ディスコグラフィー

### CD
- Love Never Dies （オペラ座の怪人2 - ラヴ・ネヴァー・ダイズ） ― オリジナル・ロンドン・キャスト・レコーディング

### DVD/Blu-ray
- アンドリュー・ロイド=ウェバー ラヴ・ネヴァー・ダイズ ― オーストラリア・メルボルン公演版